# Lore (serial telewizyjny)
Lore  – internetowy amerykański serial telewizyjny (horror, dramat, antologia) wyprodukowany przez Amazon Studios, Valhalla Entertainment  oraz Propagate Content, który jest luźną adaptacją podcastów o tym samym tytule.
Wszystkie 6 odcinków pierwszego sezonu zostało udostępnionych 13 października 2017 roku na stronie internetowej platformy Amazon Studios.
Pod koniec lipca 2019 roku platforma Amazon poinformowała o zakończeniu produkcji serialu po dwóch sezonach.
Każdy z odcinków serialu przedstawia inną mroczną historię.

## Obsada
- Aaron Mahnke jako narrator
- Robert Patrick jako Reverend Eliakim Phelps
- Holland Roden jako Bridget Cleary
- Colm Feore jako dr Walter Jackson Freeman II
- Kristin Bauer van Straten jako Minnie Otto
- Cathal Pendred jako Michael Cleary
- Campbell Scott jako George Brown
- Adam Goldberg jako Peter Stumpp
- John Byner jako Patrick Boland
- Sandra Ellis Lafferty jako Aunt Bridget
- Nadine Lewington jako Johanna Kennedy Burke
- Kristen Cloke jako dr Marjorie Freeman

## Odcinki
| Sezon | Odcinki | Oryginalna emisja w (USA) Amazon Studios | Oryginalna emisja w (USA) Amazon Studios |
| Sezon | Odcinki | Premiera sezonu                          | Finał sezonu                             |
| ----- | ------- | ---------------------------------------- | ---------------------------------------- |
| 1     | 6       | 13 października 2017                     | 13 października 2017                     |
| 2     | 6       | 19 października 2018                     | 19 października 2018                     |

### Sezon 1 (2017)
| Nr | # | Tytuł             | Reżyseria             | Scenariusz                   | Premiera w Amazon Studios |
| -- | - | ----------------- | --------------------- | ---------------------------- | ------------------------- |
| 1  | 1 | They Made a Tonic | Darnell Martin        | Jeff Eckerle, Marilyn Osborn | 13 października 2017      |
| 2  | 2 | Echoes            | Thomas J. Wright      | Glen Morgan                  | 13 października 2017      |
| 3  | 3 | Black Stockings   | Thomas J. Wright      | David Chiu, Patrick Wall     | 13 października 2017      |
| 4  | 4 | Passing Notes     | Nick Copus            | Glen Morgan                  | 13 października 2017      |
| 5  | 5 | The Beast Within  | Darnell Martin        | David Coggeshall             | 13 października 2017      |
| 6  | 6 | Unboxed           | Michael E. Satrazemis | Tyler Hisel                  | 13 października 2017      |

### Sezon 2 (2018)
| Nr | # | Tytuł                                  | Reżyseria         | Scenariusz           | Premiera w Amazon Studios |
| -- | - | -------------------------------------- | ----------------- | -------------------- | ------------------------- |
| 7  | 1 | Burke and Hare: In the Name of Science | Christoph Schrewe | Carlos Foglia        | 19 października 2018      |
| 8  | 2 | Elizabeth Bathory: Mirror, Mirror      | Alice Troughton   | Ashley Halloran      | 19 października 2018      |
| 9  | 3 | Hinterkaifeck: Ghosts in the Attic     | Christoph Schrewe | Jose Molina          | 19 października 2018      |
| 10 | 4 | Prague Clock: The Curse of the Orloj   | Christoph Schrewe | Ashley Edward Miller | 19 października 2018      |
| 11 | 5 | Mary Webster: The Witch of Hadley      | Alice Troughton   | Alyssa Clark         | 19 października 2018      |
| 12 | 6 | Jack Parsons: The Devil and the Divine | Alice Troughton   | Sean Crouch          | 19 października 2018      |

## Produkcja
6 października 2016 roku, platforma Amazon ogłosiła zamówienie pierwszego sezonu serialu.
26 lutego 2018 roku, platforma Amazon zamówiła drugi sezon serialu.